# Michał Nalepa (calciatore 1993)
Michał Nalepa (Chrzanów, 22 gennaio 1993) è un calciatore polacco, difensore dello Zagłębie Lubin.

## Statistiche

### Presenze e reti nei club
Statistiche aggiornate al 30 settembre 2018.
| Stagione              | Squadra               | Campionato            | Campionato | Campionato | Coppe nazionali | Coppe nazionali | Coppe nazionali | Coppe continentali | Coppe continentali | Coppe continentali | Altre coppe | Altre coppe | Altre coppe | Totale | Totale |
| Stagione              | Squadra               | Comp                  | Pres       | Reti       | Comp            | Pres            | Reti            | Comp               | Pres               | Reti               | Comp        | Pres        | Reti        | Pres   | Reti   |
| --------------------- | --------------------- | --------------------- | ---------- | ---------- | --------------- | --------------- | --------------- | ------------------ | ------------------ | ------------------ | ----------- | ----------- | ----------- | ------ | ------ |
| 2011-2012             | Ruch Radzionków       | 1.L                   | 21         | 1          | CP              | 2               | 2               | -                  | -                  | -                  | -           | -           | -           | 23     | 3      |
| 2012-2013             | Nieciecza             | 1.L                   | 31         | 3          | CP              | 2               | 0               | -                  | -                  | -                  | -           | -           | -           | 33     | 3      |
| 2013-2014             | Wisła Cracovia        | E                     | 16         | 0          | CP              | 2               | 0               | -                  | -                  | -                  | -           | -           | -           | 18     | 0      |
| 2014-2015             | Ferencváros           | NBI                   | 23         | 0          | MK+CdL          | 5+7             | 0+1             | UEL                | 4                  | 1                  | -           | -           | -           | 39     | 2      |
| 2015-2016             | Ferencváros           | NBI                   | 29         | 1          | MK              | 7               | 0               | UEL                | 4                  | 0                  | MS          | 1           | 0           | 41     | 1      |
| 2016-2017             | Ferencváros           | NBI                   | 21         | 1          | MK              | 8               | 1               | UCL                | 1                  | 0                  | -           | -           | -           | 30     | 2      |
| Totale Ferencváros    | Totale Ferencváros    | Totale Ferencváros    | 73         | 2          |                 | 27              | 2               |                    | 9                  | 1                  |             | 1           | 0           | 110    | 5      |
| 2017-2018             | Lechia Danzica        | E                     | 16         | 1          | CP              | 1               | 0               | -                  | -                  | -                  | -           | -           | -           | 17     | 1      |
| 2018-2019             | Lechia Danzica        | E                     | 9          | 0          | CP              | 0               | 0               | -                  | -                  | -                  | -           | -           | -           | 9      | 0      |
| Totale Lechia Danzica | Totale Lechia Danzica | Totale Lechia Danzica | 25         | 1          |                 | 1               | 0               |                    | -                  | -                  |             | -           | -           | 26     | 1      |
| Totale carriera       | Totale carriera       | Totale carriera       | 166        | 7          |                 | 34              | 4               |                    | 9                  | 1                  |             | 1           | 0           | 210    | 12     |

## Palmarès

### Club

#### Competizioni nazionali
- Coppa d'Ungheria: 3

Ferencváros: 2014-2015, 2015-2016, 2016-2017
- Coppa di Lega ungherese: 1

Ferencváros: 2014-2015
- Supercoppa d'Ungheria: 1

Ferencváros: 2015
- Coppa di Polonia: 1

Lechia Danzica: 2018-2019
- Supercoppa di Polonia: 1

Lechia Danzica: 2019